# 몽골 인민군
몽골 인민군(몽골어: Монгол Улсын Зэвсэгт Хүчин)은 몽골 인민공화국의 정규군으로 1921년 몽골 혁명으로 창건되었으며, 제2차 세계대전에 연합국의 일원으로 참전했다. 1992년 몽골군으로 재편되었다.

## 역사
몽골 인민군은 1921년 몽골 혁명 과정에서 몽골 인민당의 당군으로 창건되었다. 1921년 3월 1일부터 3월 17일 사이 담딩 수흐바타르가 이끄는 초원 유격대와 허를러깅 처이발상의 지상군이 연합해 몽골 인민군 중앙사령부를 설립했고, 수흐바타르를 총사령관으로, 처이발상 정치국 원수로 추대하였다.
1924년 몽골 인민공화국이 수립된 이후 당군에서 국군으로 전환하고 징병제를 시행했다. 1925년부터 소련의 붉은 군대는 보급품과 첨단 무기를 제공하며 몽골 인민군을 지원했다. 
1931년 일제가 만주를 침략하고 만주국 괴뢰국을 세운 이후 몽골 인민공화국을 여러차례 침공했고, 몽골 인민군은 그때마다 매번 일본군을 격퇴하는 활약을 했다. 할힌골 전투에서는 일본군에게 역습을 가해 일본군 55,000명을 섬멸하는 쾌거를 거두기도 했다.
몽골 인민군은 소련측 연합군으로 제 2차 세계대전에 참전했고, 제국주의 세력과의 전쟁에서 승리를 거둔 이후 대규모 군축을 시행했다. 군축의 결과 1960년 몽골 인민군의 병력은 1만명 이하가 되며 1945년에 비해 80% 감소했다.
욤자깅 체뎅발은 국방비 절감을 1960년대부터 몽골 인민공화국의 국경수비대를 소련군으로 교체하였고, 국방비 지출은 1992년 몽골 인민군이 해산할 때까지 매년 42%씩 감소하였다. 